# Aktion Apfelbach
Aktion Apfelbach – niemiecka akcja zbrojna i administracyjna przeprowadzona w 1944 roku, skierowana przeciwko Okręgowi Poznań Armii Krajowej, mająca na celu rozbicie wszystkich struktur konspiracyjnych w pasie ziem przylegających do Puszczy Noteckiej.

## Historia
Przyczyną podjęcia akcji były przewidywania Gestapo dotyczące koncentracji oddziałów partyzanckich przed możliwym powstaniem na tyłach niemieckich, uprzedzającym wkroczenie na te tereny wojsk sowieckich. Było to uzasadnione wzmożoną działalnością Oddziału Partyzanckiego „Mur” oraz pojawieniem się licznych sowieckich zwiadowców. Pierwsze przygotowania do akcji podjęto 26 lipca 1944 roku (wcześniej uznano puszczę za obszar „objęty częściowo działaniem band”), a 8 sierpnia rozpoczęto aresztowania w różnych miejscowościach stanowiących zaplecze dla polskiego podziemia (między innymi Czarnków, Chodzież, Wągrowiec, Oborniki, Sieraków, Międzychód, Nowy Tomyśl).
W akcji brały udział lokalne oddziały żandarmerii, policji i Volkssturmu, jak również ściągnięte z innych rejonów okupowanej Polski i wprawione w działaniach antypartyzanckich, jednostki Wehrmachtu, Waffen-SS (w tym z V Szkoły Junkrów w Owińskach) oraz konny stuosobowy oddział własowców.
30 sierpnia 1944 roku ogłoszono pobór Polaków w wieku 15–65 lat do kopania rowów i umocnień, wprowadzono stan wyjątkowy i rozpoczęto deportacje w głąb Niemiec polskich, przedwojennych pracowników służb leśnych.